# Kebonkalapa
Kebonkalapa is een bestuurslaag in het regentschap Sumedang van de provincie West-Java, Indonesië. Kebonkalapa telt 4022 inwoners (volkstelling 2010).